# Yucatán (állam)
Yucatán egy szövetségi állam Mexikóban. Mexikó délkeleti, a Yucatán-félsziget északi részén fekszik. Északon a Mexikói-öböl, délkeleten Quintana Roo állam, délnyugaton pedig Campeche állam határolja. Fővárosa Mérida. Yucatán államban 106 járás található.

## Történelme
A spanyolok Yucatán-félszigetre történő érkezése előtt a terület neve Mayab volt, ami a maya nyelven annyit tesz „egy kevés”. A maja civilizáció számára nagyon fontos terület volt.
A zóna maya városai soha nem néptelenedtek el, egyesek a spanyolok 16. századi érkezéséig lakottak voltak. Jelenleg is számos kiváló állapotban lévő régészeti emlék idézi a maya civilizáció fejlődésének különböző állomásait.
A 16. századtól a 19. század közepéig az állam a mai Campeche és Quintana Roo államokkal egy közigazgatási egységet képezett, Yucatán Kapitányságot. 1823-ban Yucatán köztársaságként egyesült a Mexikói Egyesült Államokhoz.
1841-ben kikiáltja Mexikótól való függetlenségét, amely 1848-ig tartott. 1858-ban kivált belőle Campeche, 1902-ben pedig Quintana Roo állam is.

## Népesség
Ahogy egész Mexikóban, a népesség növekedése Yucatán államban is gyors, ezt szemlélteti az alábbi táblázat
| Év   | Lakosság  |
| ---- | --------- |
| 1990 | 1 362 940 |
| 1995 | 1 556 622 |
| 2000 | 1 658 210 |
| 2005 | 1 818 948 |
| 2010 | 1 955 577 |

## Fordítás
- Ez a szócikk részben vagy egészben  a   Yucatán című spanyol Wikipédia-szócikk fordításán alapul.  Az eredeti cikk szerkesztőit annak laptörténete sorolja fel. Ez a jelzés csupán a megfogalmazás eredetét és a szerzői jogokat jelzi, nem szolgál a cikkben szereplő információk forrásmegjelöléseként.